# Église Saint-Martin des Biards
Pour les articles homonymes, voir Église Saint-Martin.
L'église Saint-Martin des Biards est un édifice catholique qui se dresse sur le territoire de l'ancienne commune française des Biards, dans le département de la Manche, en région Normandie.
L'église est partiellement inscrite aux monuments historiques.

## Localisation
L'église Saint-Martin est située aux Biards, commune associée d'Isigny-le-Buat, dans le département français de la Manche.

## Historique
L'église est celle de l'ancien prieuré des Biards. Sa construction remonte au XVIe siècle, sauf les fenêtres de la nef qui ont été refaites en 1760 et les chapelles qui sont de 1751.

## Description

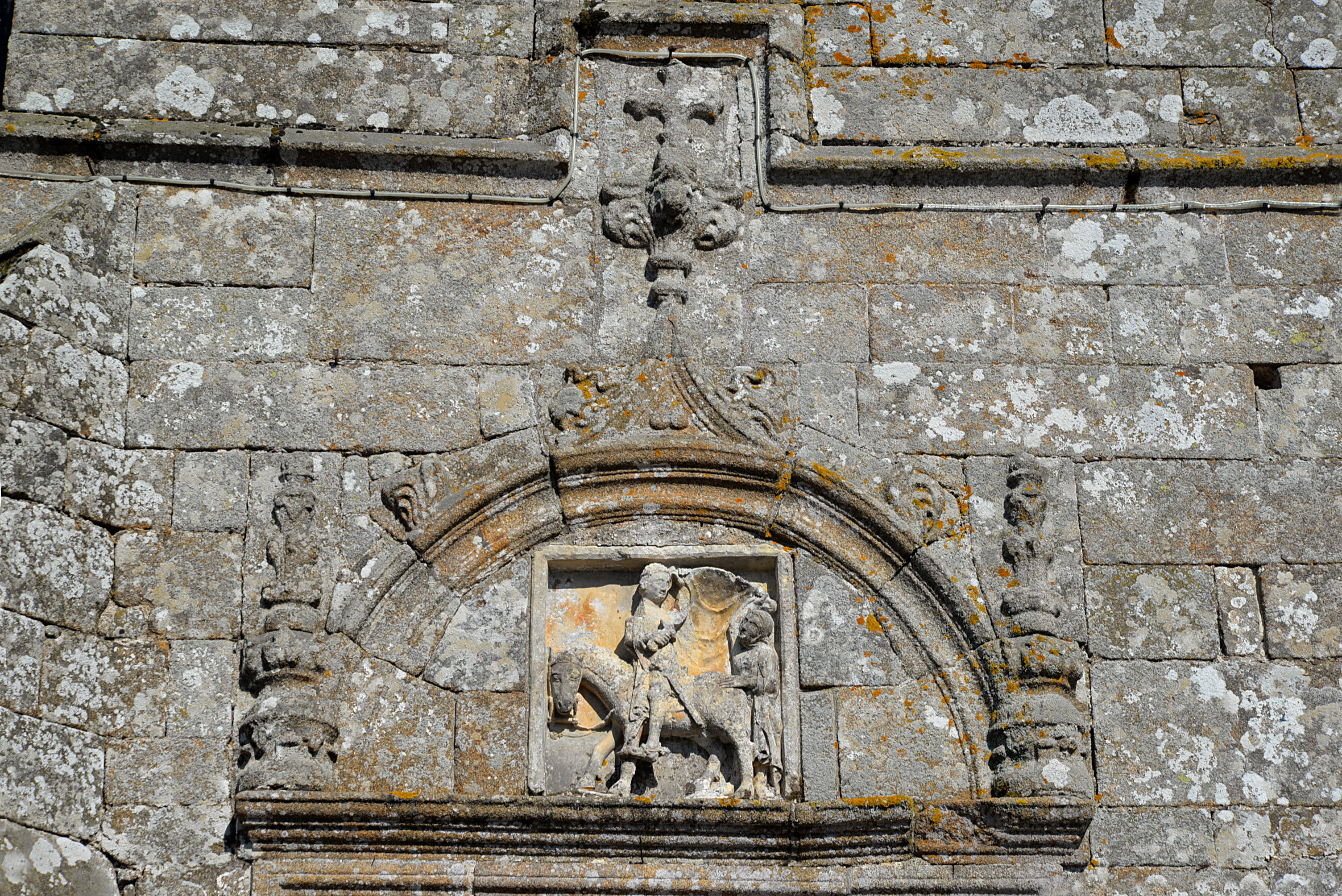
Charité saint Martin sur le tympan ouest.

Son clocher-porche à deux étages en pierres de granit au toit en bâtière dont les bases son décorées de pinacles, les rives de crochets et les faîtes de croix fleurdelisées, date de la première moitié du XVIe siècle (1530). Le reste de l'édifice date du XVIIIe siècle
Le portail d'entrée Renaissance placé sous le clocher se compose d'un arc surbaissé qui surmonte un tympan de tuffeau blanc (XVe siècle) représentant une charité saint Martin, XIVe ou XVe siècle. L'arc est décoré de crochets et feuillages enroulés, rehaussé de panaches. Sous la tour, les nervures de la voûte s'appuient sur des culots représentant des personnages grotesques. L'église abrite des peintures murales qui ont été restaurées.

## Protection aux monuments historiques
Le clocher est inscrit au titre des monuments historiques par arrêté du 7 mars 1975.

## Mobilier
L'église abrite une fresque de l'Annonciation réalisée vers 1958 par André Lecoutey alors curé des Biards, des fonts baptismaux (XVIIIe siècle), une statue de saint Nicolas (XVIe siècle).